# Спасавање господина Бенкса
Спасавање господина Бенкса (енгл. Saving Mr. Banks) је америчко–енглеска филмска драма са елементима комедије, снимљена 2013. године. У главној улози је британска глумица Ема Томпсон.
Филм приказује сусрет британске ауторке П. Л. Траверс и Волта Дизнија, поводом снимања филма по мотивима њеног романа Мери Попинс.

## Главне улоге
| Глумац          | Улога            |
| --------------- | ---------------- |
| Ема Томпсон     | П. Л. Траверс    |
| Том Хенкс       | Волт Дизни       |
| Пол Џијамати    | Ралф             |
| Џејсон Шварцман | Ричард М. Шерман |
| Б.Џ. Новак      | Роберт Шерман    |
| Бредли Витфорд  | Дон Дагради      |
| Колин Фарел     | Траверс Гоф      |
| Викторија Самер | Џули Ендруз      |
| Кристофер Кајер | Дик ван Дајк     |